# Liste des principaux phares de Tunisie
Cet article dresse la liste des principaux phares de Tunisie et des îles tunisiennes, du littoral nord-est au  littoral sud-ouest. La liste ne comprend que les phares marins qui ont une portée d'au moins quinze milles nautiques.
Prise en charge depuis la fin du XIXe siècle par la direction des travaux publics, la signalisation maritime est assurée par le Service des phares et balises (SPHB) qui a été transféré, en mars 1970, au ministère tunisien de la Défense nationale.

## Gouvernorat de Jendouba
- Phare de Tabarka

## Gouvernorat de Bizerte

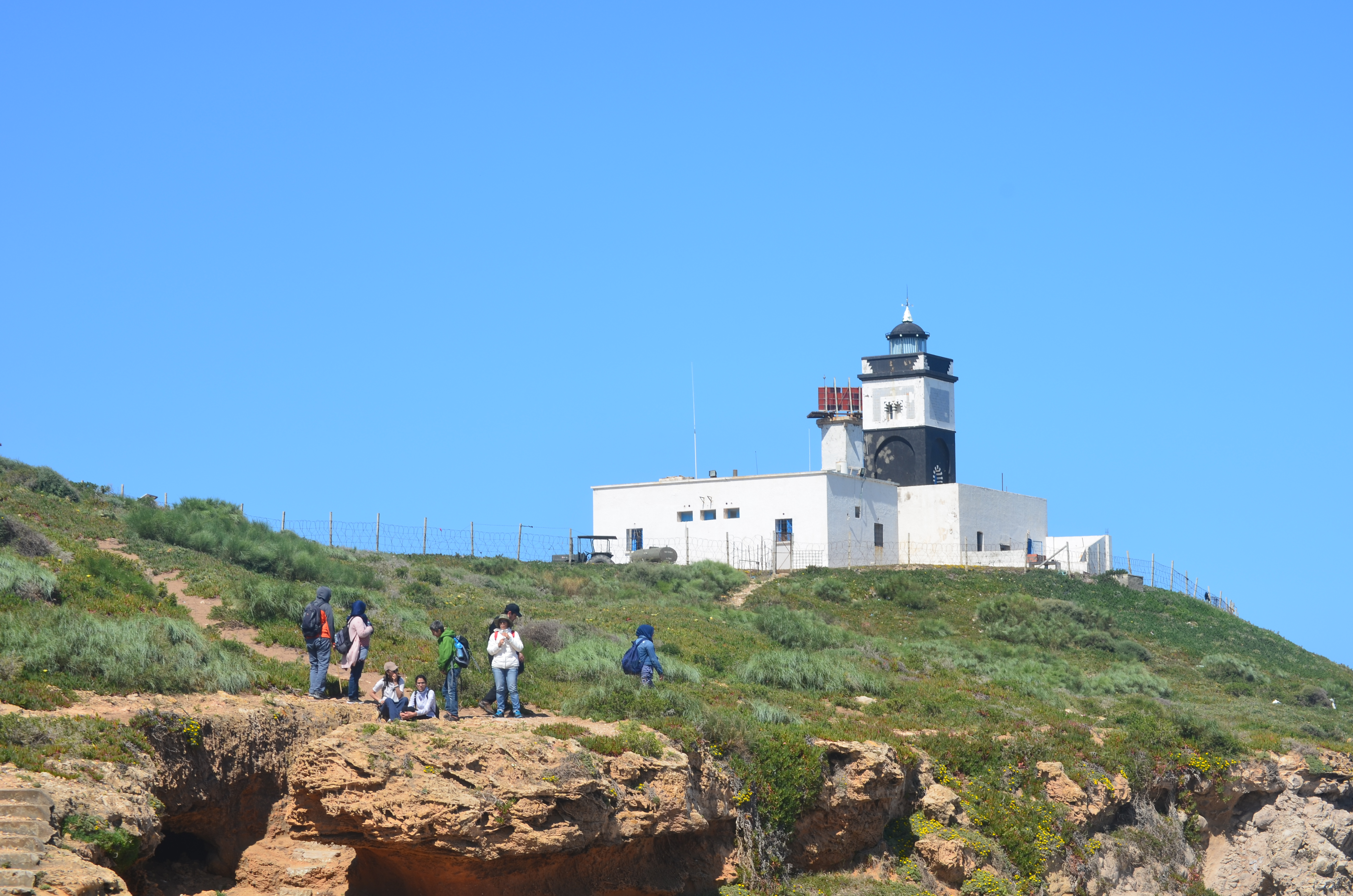
Phare du Cap Angela

- Phare du Galiton
- Phare du Cap Serrat
- Phare du Cap Angela
- Feu de Bizerte (jetée nord)
- Feu de Bizerte (jetée est)
- Phare de la Pointe de Sebra
- Phare de l'Île Cani
- Phare de l'Île Plane

## Gouvernorat de Tunis
- Phare de Sidi Bou Saïd

## Gouvernorat de Nabeul
- Phare de Zembretta
- Phare du Cap Bon
- Phare de Kélibia
- Phare d'Hammamet

## Gouvernorat de Sousse
- Phare de Sousse

## Gouvernorat de Monastir

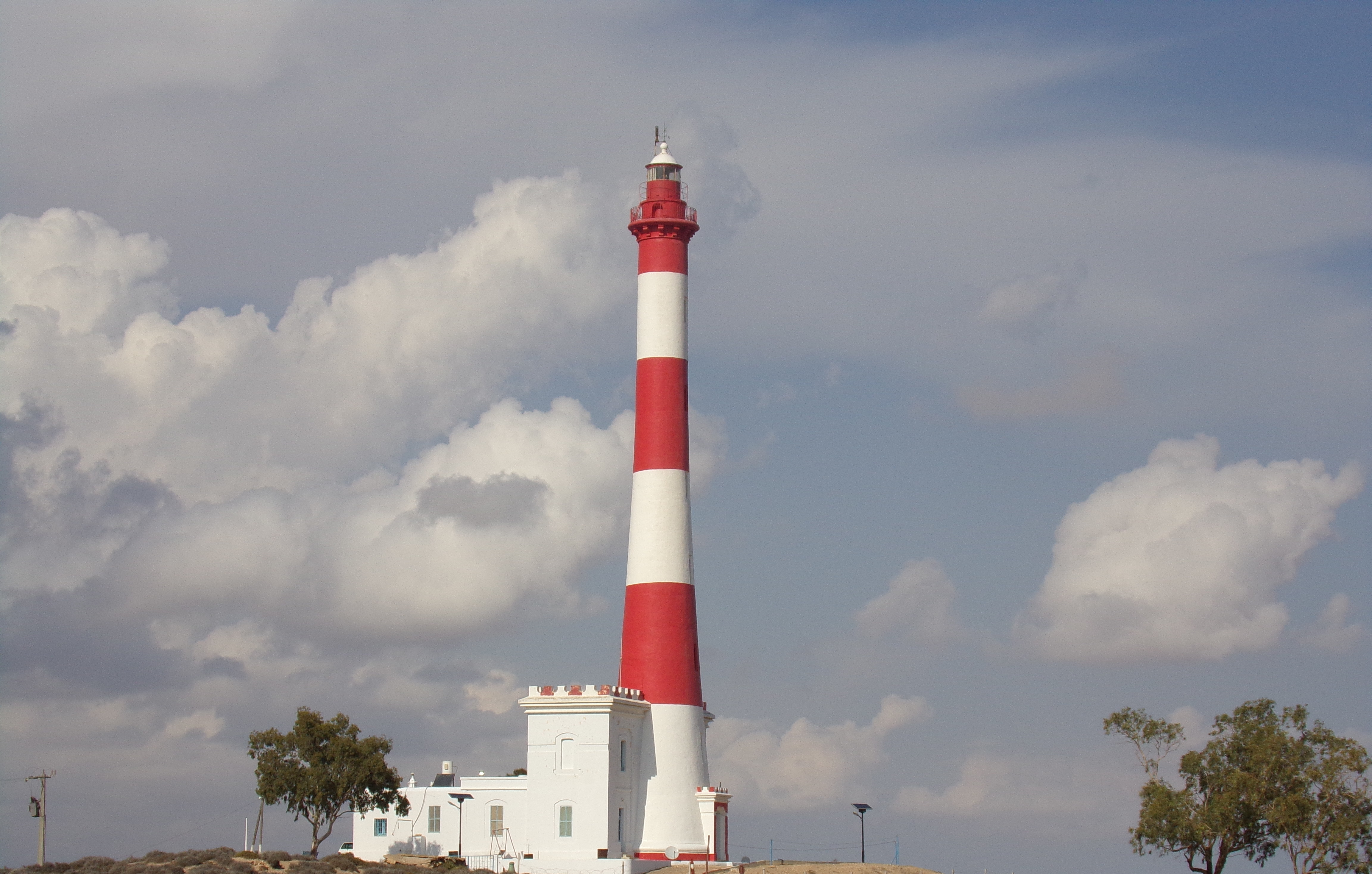
Phare de Ras Thyna

- Phare de Sayada
- Phare de Kuriat

## Gouvernorat de Mahdia
- Phare de Mahdia
- Phare de Chebba

## Gouvernorat de Sfax
- Phare de Ras Thyna

## Gouvernorat de Gabès
- Phare de Gabès

## Gouvernorat de Médenine
- Phare de Bordj Djillidj
- Phare de Taguermess
- Phare de Zarzis